# Lasioglossum testaceum
Lasioglossum testaceum är en biart som först beskrevs av Robertson 1897.  Lasioglossum testaceum ingår i släktet smalbin, och familjen vägbin. Inga underarter finns listade i Catalogue of Life.